# 왕레이 (1977년)
왕레이(중국어: 王磊, 1977년 12월 26일~)는 중국의 바둑 기사이다. 1989년 프로가 되었고 1999년 8단에 올랐다.

## 경력
- 1991년 세계 청소년전 우승
- 1993년 기왕전 4위, 2회 진로배 세계바둑최강전 2라운드 기록자
- 1994년 신인왕전 준우승
- 1995년 신인왕전 준우승
- 1996년 전국개인전 3위, 제8회 CCTV배 준우승
- 1997년 러바이스배 우승, 제8회 동양증권배 8강, 제12회 천원전 준우승
- 2002년 제7회 삼성화재배 준우승
- 2003년 제16회 후지쯔배 16강, 8회 LG배 세계기왕전 8강, 8회 삼성화재배 32강, 제5회 농심배 2연승
- 2004년 제5회 춘란배 8강, 9회 삼성화재배 8강, 제2회 도요타덴소배 16강, 제6회 농심배 대표
- 2007년 제12회 LG배 본선
- 2010년 제2회 BC카드배 64강
- 2011년 제3회 BC카드배 32강